# أيفي جو هنتر (لاعب كرة قدم أمريكية)
أيفي جو هنتر (بالإنجليزية: Ivy Joe Hunter)‏ هو لاعب كرة قدم أمريكية أمريكي، ولد في 16 نوفمبر 1966 في غينزفيل في الولايات المتحدة.

## وصلات خارجية
- أيفي هنتر على موقع مرجع كرة القدم المحترفة.كوم (الإنجليزية)